# Soós Győző
Soós Győző (Miskolc, 1948. november 11. – 2015. augusztus 27. előtt) magyar politikus.

## Életrajza
Miskolcon járt általános iskolába, a Földes Ferenc Gimnáziumban érettségizett 1967-ben. Ezután a nyíregyházi Mezőgazdasági Főiskolán szerezte 1970-ben üzemmérnöki oklevelét. 1971 és 1973 között Lillafüreden teljesített sorkatonai szolgálatot, majd leszerelését követően a felsőzsolcai termelőszövetkezethez került mint gyakornok. Később ugyanitt üzemvezető-helyettessé lépett elő. 1974 és 1984 között Miskolcon dolgozott főrevizorként a Pénzügyminisztérium Bevételi Főigazgatóság területi igazgatóságán. 1976-ban megszerezte a mérlegképes könyvelői szakképesítést. 1984-től a Tokajhegyaljai Állami Gazdaság és jogutódja, a Tokaj Kereskedőház Rt. Borkombinát munkatársa volt. Itt közgazdasági osztályvezetőből később főosztályvezető lett, majd 1990-től cég gazdasági igazgatói tisztét töltötte be. 1987-ben letette a könyvvizsgálói, majd 1989-ben az adótanácsadói vizsgát. 1995-ben szerzett jogi diplomát a Miskolci Egyetem Állam- és Jogtudományi Karán levelező tagozaton. Saját vállalkozása, a Kontó Kft., amely könyvvezetéssel és könyvvizsgálattal foglalkozik.
1975-ben lépett be a Magyar Közgazdasági Egyesületbe, 1990-ben pedig a Magyar Könyvvizsgálók Egyesületébe, ahol a megyei ügyvivői testület tagja lett. 1995-től a Rotary Klubnak is tagja volt. Még katonaként, 1972-ben lépett be az MSZMP-be, ahonnan 1989 októberében az MSZP sátoraljaújhelyi szervezetébe lépett át. Ennek 1990-től elnökségi tagja volt. 1994-ben lett az Országgyűlés tagja, a Borsod-Abaúj-Zemplén megyei, Sátoraljaújhely központú egyéni választókerület képviselőjeként. 1998-ban és 2002-ben a Magyar Szocialista Párt Borsod-Abaúj-Zemplén megyei listájáról szerzett mandátumot. 1994-től 2006-ig a parlament költségvetési és pénzügyi bizottságának volt a munkatársa, 1994-től 1998-ig pedig alelnöke. 1990 és 2002 között sátoraljaújhelyi önkormányzati képviselőként dolgozott, 1994-től 1998-ig pedig a város alpolgármestere. 2006-tól és 2010-ig a Borsod-Abaúj-Zemplén megyei közgyűlés tagja volt.

## Családja
Apai ági felmenői 1945-ben Temesvárról költöztek Biharkeresztesre. Nagyapja vasúti tiszt volt, édesapja, Soós Viktor (1922–1970) közgazdász, a Pénzügyminisztériumnál dolgozott mint főrevizor. Az anyai ági felmenői Nagyváradra költöztek át 1945-ben Magyarországra. Édesanyja, Polcz Katalin (1928–1990) tanítócsalád sarja volt, az észak-magyarországi Átképző Központ igazgatói tisztét töltötte be. Testvére, Roland (1947) műszaki egyetemet végzett, a megyei önkormányzat osztályvezetőjeként működött. Soós Győző 1970-ben vette feleségül Csáki Mária, aki a Sátoraljaújhelyi Vállalkozói Irodánál volt programmenedzser. Fiaik: Viktor (1971) és Péter (1974).